# Natasja Bennink
Natasja Bennink (Ruinen, 28 juli 1974) is een Nederlands beeldhouwster.

## Leven en werk
Tijdens een excursie naar het Louvre in Parijs zag Bennink de beelden Venus van Milo en Nikè van Samothrake en wist toen zeker dat ze wilde gaan beeldhouwen. Bennink volgde een opleiding aan de Academie Minerva in Groningen en de Academy of Fine Arts te Athene. Haar werk bestaat uit figuratieve beelden in brons waarbij vooral de kracht en kwetsbaarheid van vrouwen de inhoud bepalen.
In het centrum van Appingedam werd in 2013 de beeldengroep De 5 kussen van Appingedam geplaatst. Deze beeldenserie verbindt het oude met het nieuwe gedeelte van Appingedam, door Bennink verbeeld door middel van vijf kussende paren uit Appingedam. Het proces van opdracht tot onthulling is vastgelegd in de documentaire De vijf kussen van Marleen Godlieb.
Bennink woont en werkt in het voormalig gemeentehuis van Ezinge. Haar werk is opgenomen in diverse museale collecties, zoals die van Drents Museum, Beeldengalerij Het Depot, Nationaal beeldenpark Havixhorst en Museum De Buitenplaats. In opdracht van de provincie Drenthe maakte Bennink het portret van Koning Willem Alexander: “Onze Koning” voor in de Statenzaal te Assen, Anne Vegter schreef voor deze gelegenheid een gedicht.

## Werken (selectie)
- Monument voor Titus Brandsma (2004), Dokkum
- Venus van Kloosterveen (2007), Assen
- Gertjan Verbeek (2011), Jubbega
- De 5 kussen van Appingedam (2013)
- Venus van Drenthe (2013), museumtuin Drents Museum, Assen
- Venus fan Ljouwert (2014), Leeuwarden
- Onze koning (2015), provinciehuis, Assen
- Ons dagelijks brood (2015), UMCG, Groningen
- Monument voor Garriet Jan en Annegien (2016), Vollenhove
- Quand on n'a que l'amour (2016), Antwerpen
- Just a perfect day (2018), doktersdienst Groningen
- Froulju fan Fryslân (2018), eregalerij der Friezinnen LF2018, Leeuwarden
- De Mienskip fan Nijskoat (2019), Nieuweschoot
- De mienskip fan Aldeboarn (2020), Aldeboarn
- De kus, een van twaalf beelden voor Pension Harderwijk (2021), Harderwijk
- De joodse man (2021), Harderwijk
- Monument ter herinnering aan de razzia van 25 april 1944 (2023), Winsum

## Afbeeldingen

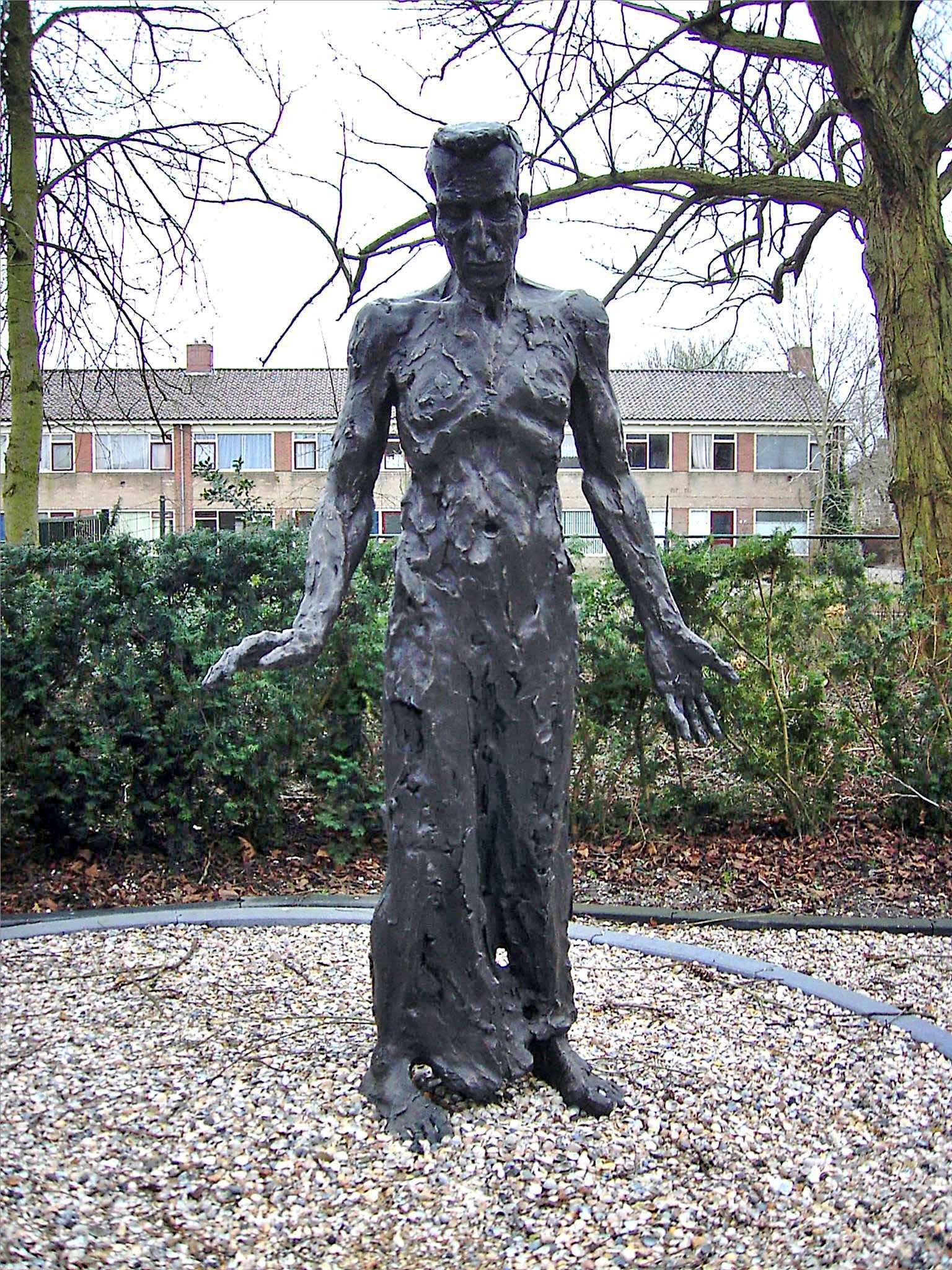
Monument voor Titus Brandsma
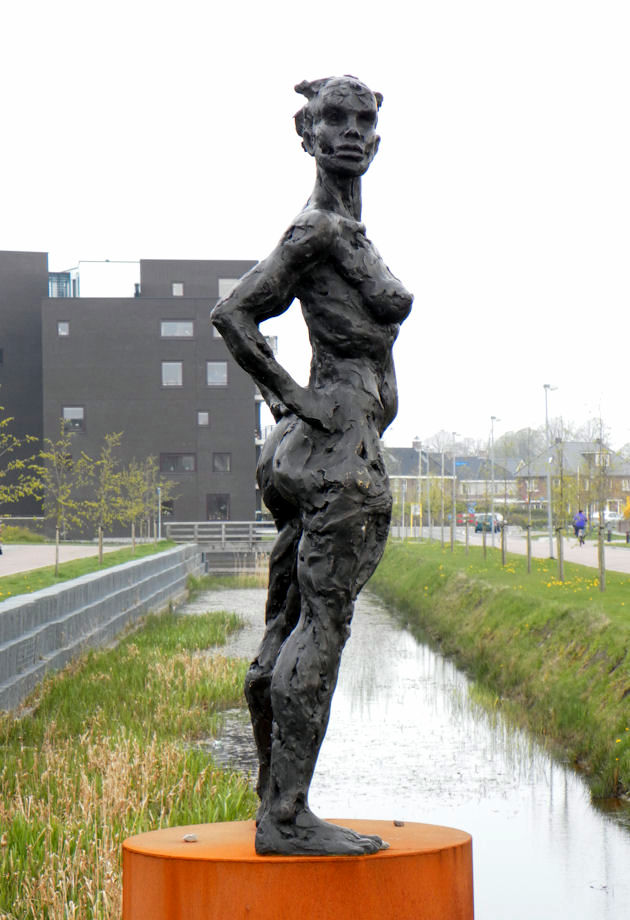
Venus van Kloosterveen
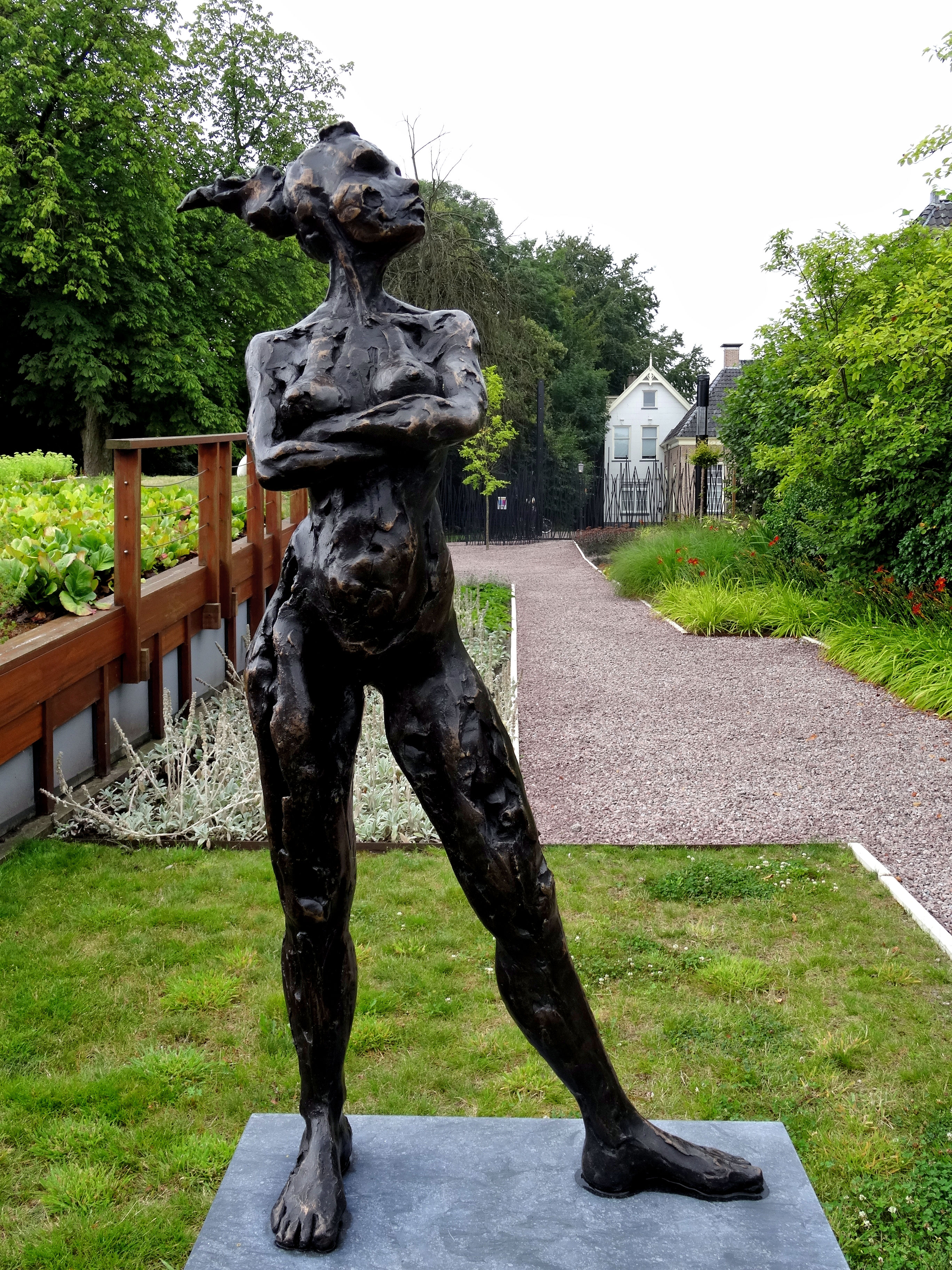
Venus van Drenthe
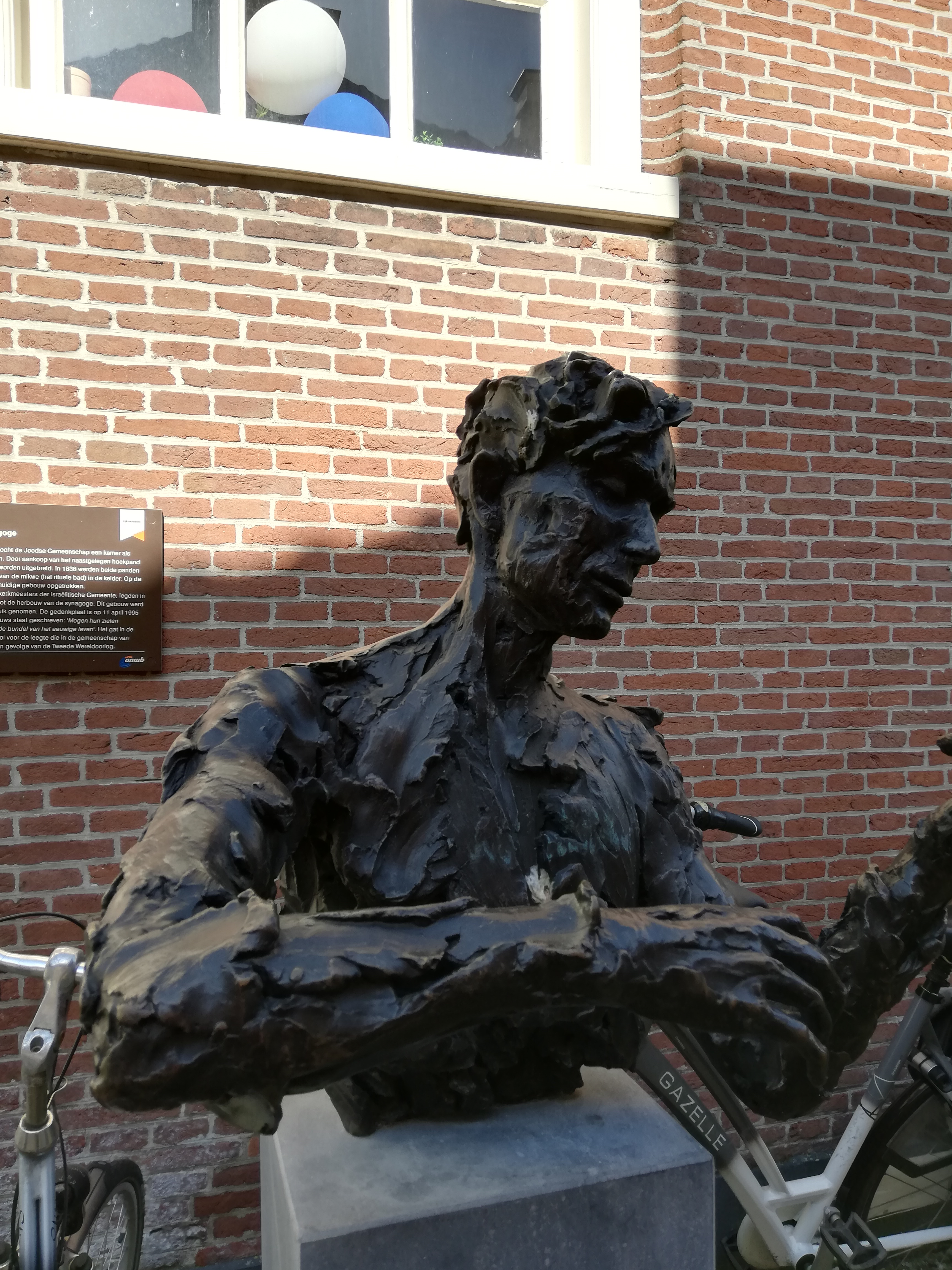
Joodse man
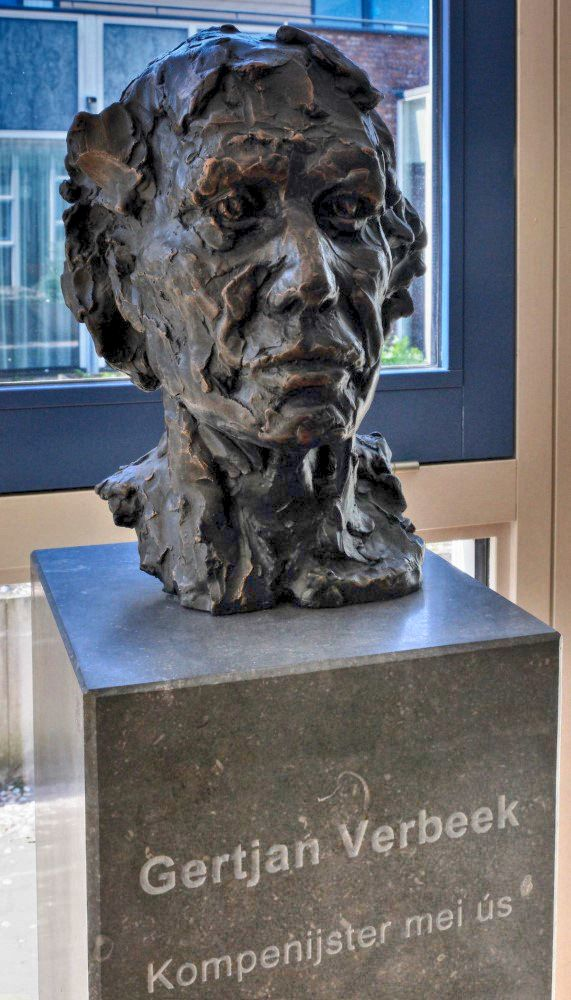
Gertjan Verbeek
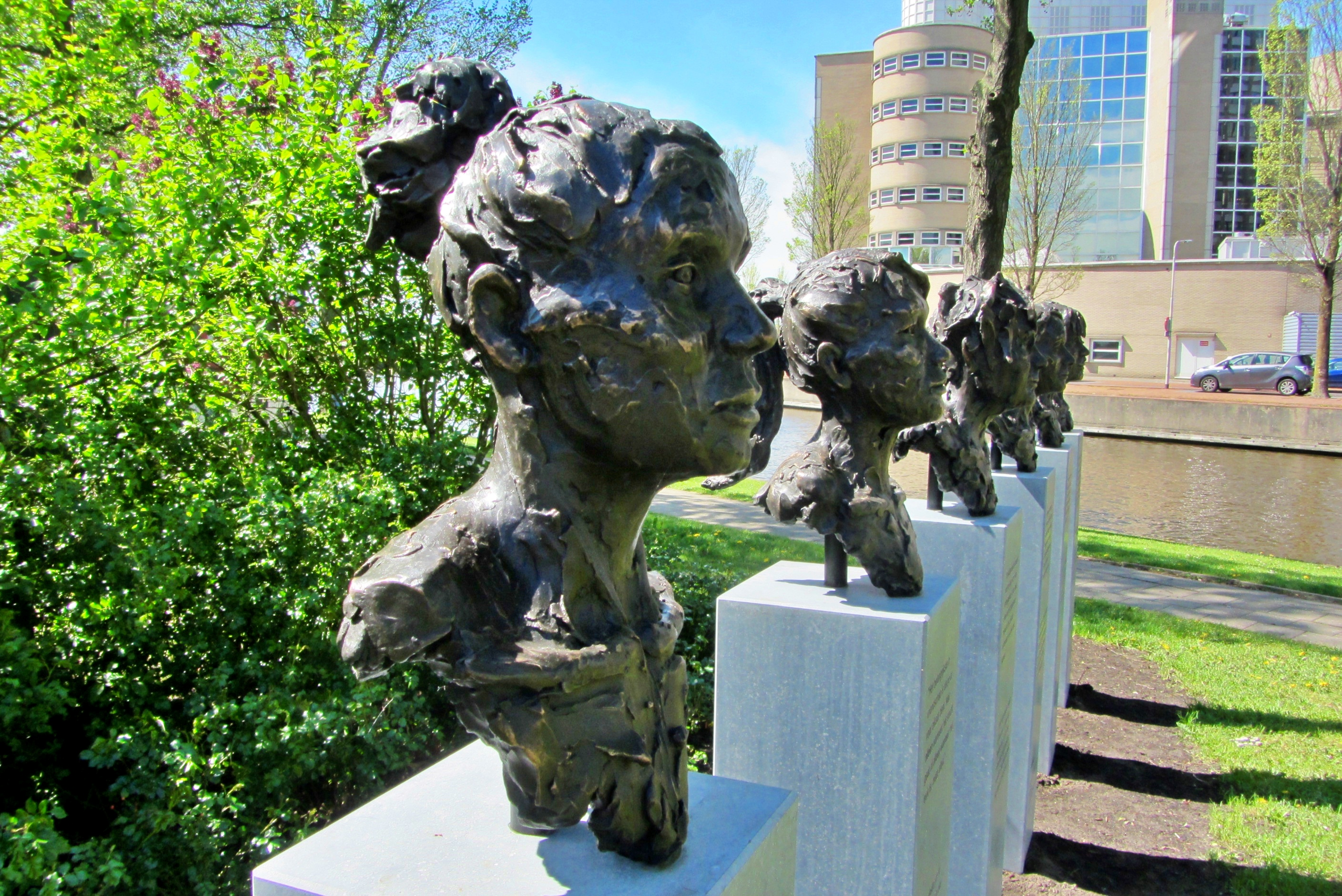
Froulju fan Fryslân
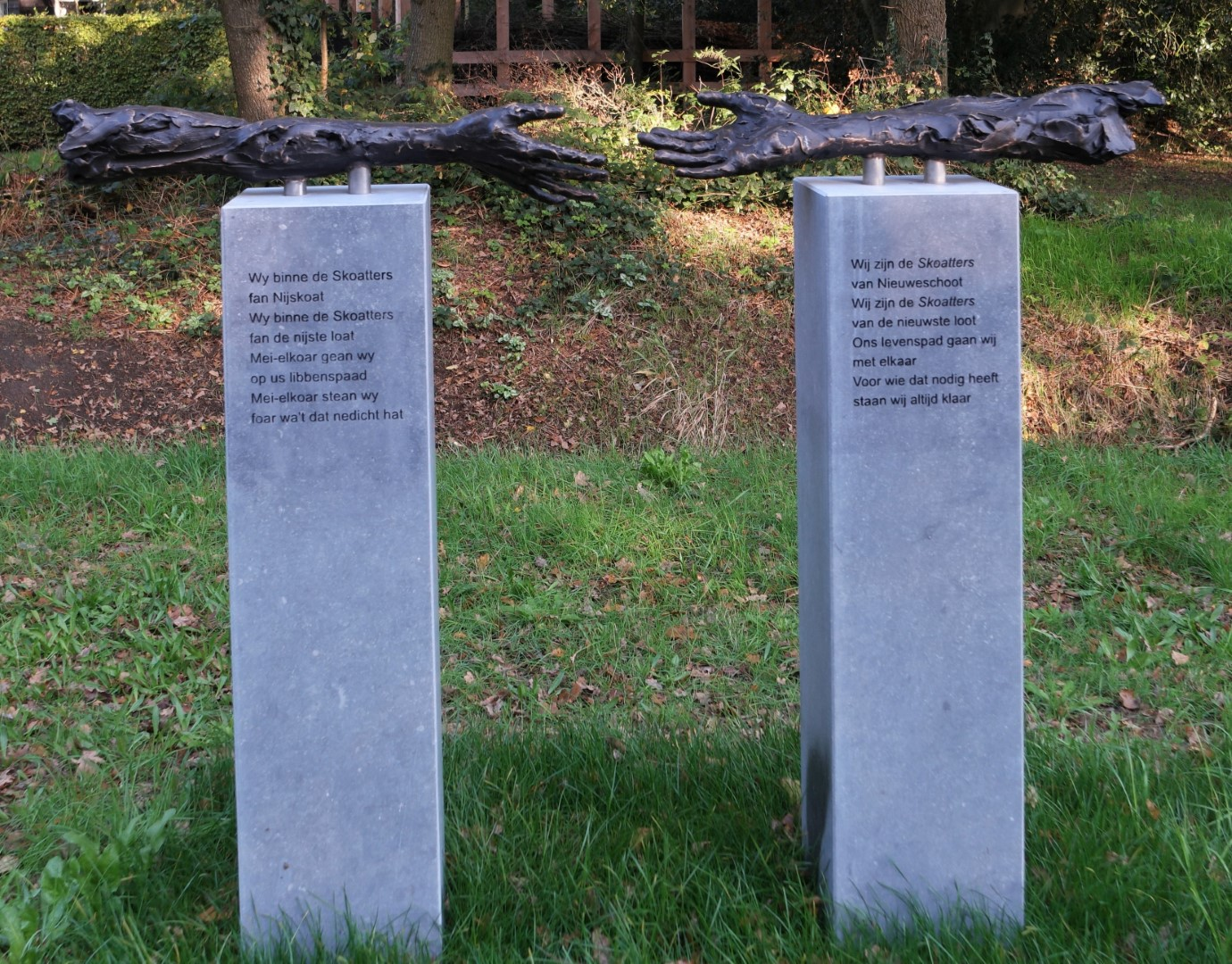
De Mienskip fan Nijskoat
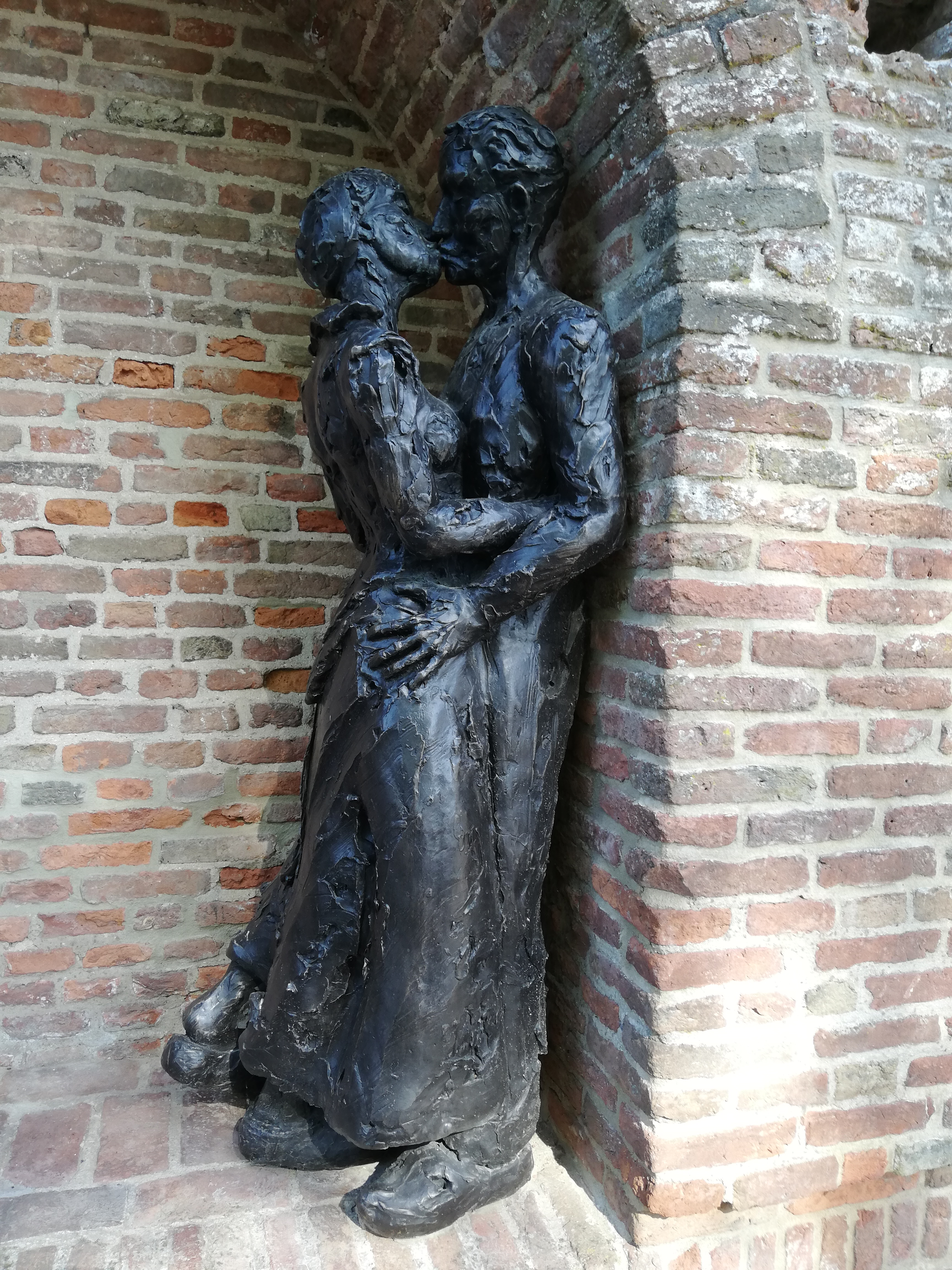
De kus Harderwijk